# Lista de vencedores da Copa Libertadores da América e Liga dos Campeões da UEFA

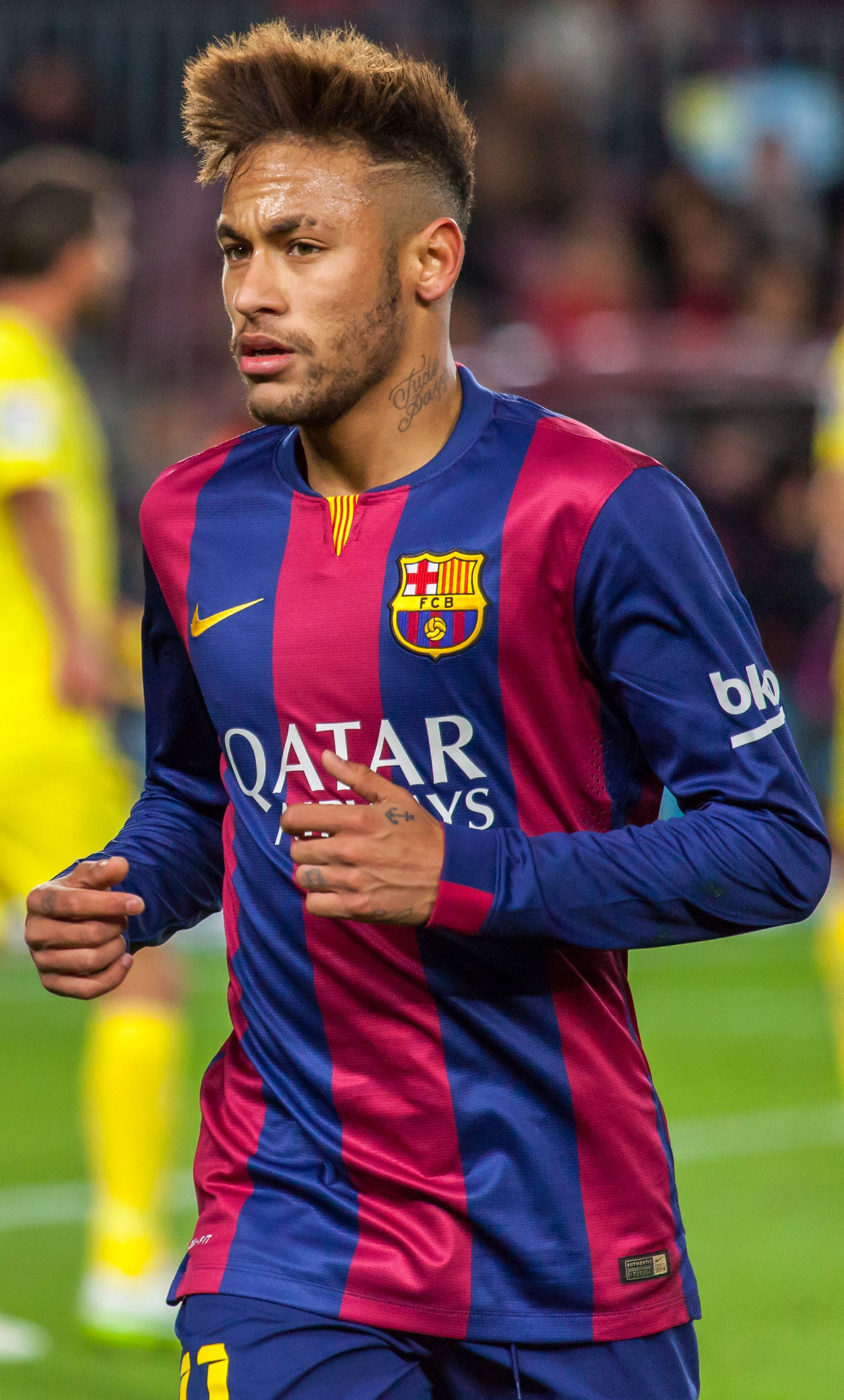
O brasileiro Neymar (foto) foi o nono jogador a fazer parte desta lista.

Esta é uma lista de futebolistas que foram campeões da Copa Libertadores da América e da Liga dos Campeões da UEFA. 
A Copa Libertadores é a principal competição entre os clubes de futebol da América do Sul, sendo organizada pela Confederação Sul-Americana de Futebol (CONMEBOL). Criada em 1960 sob o nome "Copa dos Campeões da América". A Liga dos Campeões da UEFA abrange as equipes de todas as confederações da Europa, organizada pela União das Associações Europeias de Futebol (UEFA) e existente desde a temporada de 1955–56, quando ainda conhecida como "Taça dos Clubes Campeões Europeus". Os campeões das duas competições recebem vaga para a disputa da Copa do Mundo de Clubes da FIFA (atual Copa Intercontinental da FIFA), com a chance de serem adversários na final.
Apenas dezesseis futebolistas foram vencedores de ambas, sendo todos nascidos na América do Sul: onze do Brasil e cinco da Argentina. O primeiro a lograr tal feito foi o argentino Juan Pablo Sorín, o qual é o único campeão das duas numa mesma temporada. O mais recente listado é o brasileiro Marquinhos. Nove estiveram presentes como finalistas vencedores.
Os brasileiros Cafu, Dida, Danilo e Marcelo são os únicos da lista a vencerem por mais de uma vez uma das competições. Cafu é também o jogador com maior tempo entre a primeira conquista de uma e a de outra competição: 15 anos (1992–2007). Empatados com menor tempo, desconsiderando Sorín, estão Roque Júnior e Neymar: 4 anos (1999–2003); (2011–2015). Neymar possui outra estatística: marcou nas respectivas finais da Libertadores e da Liga dos Campeões, tornando-se o segundo jogador a protagonizar tal façanha, juntamente ao argentino Hernán Crespo, sendo que este não venceu a competição da UEFA. Ronaldinho é o único vencedor da Copa Libertadores que conquistou a Bola de Ouro, em 2005, estando presente também na Lista de vencedores da Bola de Ouro, Copa do Mundo FIFA e Liga dos Campeões da UEFA.
Conforme a regra da UEFA, jogadores que não tenham entrado em campo não considerados campeões. O presente verbete segue tal posicionamento em relação ao certame europeu, razão pela qual não consta Wilfredo Caballero e semelhantes.

## Futebolistas
Em sublinhado, edição na qual o jogador efetivamente entrou na lista.
Sobre os finalistas, não diferencia-se entre quem entrou como titular ou quem saiu do banco de reservas. Quanto às finais da Libertadores antes de 2019, considera-se apenas a volta.
Danilo e David Luiz disputam a mais recente edição de Copa Libertadores; Julián Alvarez e Marquinhos, jogaram a última Champions League. Apesar de ausente em ambas, Neymar se encontra em atividade no futebol. Os onze demais são ex-jogadores.
† = melhor jogador da edição.
| #  | Atleta (em negrito, finalistas em ambas) | Copa Libertadores da América | Copa Libertadores da América | Copa Libertadores da América | Liga dos Campeões da UEFA               | Liga dos Campeões da UEFA | Liga dos Campeões da UEFA   | Diferença | Ref          |
| #  | Atleta (em negrito, finalistas em ambas) | Ano                          | Clube                        | Final                        | Temporada                               | Clube                     | Final                       | Diferença | Ref          |
| -- | ---------------------------------------- | ---------------------------- | ---------------------------- | ---------------------------- | --------------------------------------- | ------------------------- | --------------------------- | --------- | ------------ |
| 1  | Juan Pablo Sorín                         | 1996                         | River Plate                  | Não                          | 1995–96                                 | Juventus                  | Não                         | Mesmo ano | [ 5 ] [ 11 ] |
| 2  | Santiago Solari                          | 1996                         | River Plate                  | Não                          | 2001–02                                 | Real Madrid               | Sim                         | 6 anos    | [ 5 ] [ 11 ] |
| 3  | Dida                                     | 1997                         | Cruzeiro                     | Sim                          | 2002–03 2006–07                         | Milan                     | Sim · Sim                   | 6 anos    | [ 7 ]        |
| 3  | Roque Júnior                             | 1999                         | Palmeiras                    | Sim                          | 2002–03                                 | Milan                     | Sim                         | 4 anos    | [ 5 ]        |
| 5  | Cafu                                     | 1992 1993                    | São Paulo                    | Sim · Sim                    | 2006–07                                 | Milan                     | Não                         | 15 anos   | [ 12 ]       |
| 6  | Carlos Tévez                             | 2003†                        | Boca Juniors                 | Sim                          | 2007–08                                 | Man United                | Sim                         | 5 anos    | [ 13 ]       |
| 7  | Walter Samuel                            | 2000                         | Boca Juniors                 | Sim                          | 2009–10                                 | Internazionale            | Sim                         | 10 anos   | [ 14 ]       |
| 8  | Ronaldinho Gaúcho                        | 2013†                        | Atlético Mineiro             | Sim                          | 2005–06†                                | Barcelona                 | Sim                         | 7 anos    | [ 15 ]       |
| 9  | Neymar                                   | 2011†                        | Santos                       | Sim                          | 2014–15                                 | Barcelona                 | Sim                         | 4 anos    | [ 11 ]       |
| 10 | Danilo                                   | 2011                         | Santos                       | Sim                          | 2015–16 2016–17                         | Real Madrid               | Sim · Não                   | 5 anos    | [ 16 ]       |
| 11 | Rafinha                                  | 2019                         | Flamengo                     | Sim                          | 2012–13                                 | Bayern de Munique         | Não                         | 6 anos    | [ 12 ]       |
| 12 | Ramires                                  | 2020                         | Palmeiras                    | Não                          | 2011–12                                 | Chelsea                   | Não                         | 8 anos    | [ 17 ]       |
| 13 | David Luiz                               | 2022                         | Flamengo                     | Sim                          | 2011–12                                 | Chelsea                   | Sim                         | 10 anos   | [ 18 ]       |
| 14 | Julián Alvarez                           | 2018                         | River Plate                  | Sim                          | 2022–23                                 | Man City                  | Não                         | 5 anos    | [ 12 ]       |
| 15 | Marcelo                                  | 2023                         | Fluminense                   | Sim                          | 2013–14 2015–16 2016–17 2017–18 2021–22 | Real Madrid               | Sim · Sim · Sim · Sim · Não | 9 anos    | [ 19 ]       |
| 16 | Marquinhos                               | 2012                         | Corinthians                  | Não                          | 2024-25                                 | Paris Saint Germain       | Sim                         | 13 anos   |              |

| Outras conquistas internacionais                           | Outras conquistas internacionais        | Outras conquistas internacionais        | Outras conquistas internacionais        | Outras conquistas internacionais        | Outras conquistas internacionais                  | Outras conquistas internacionais                  | Outras conquistas internacionais                  | Outras conquistas internacionais                  |
| Atleta (em negrito, campeões do mundo por clube e seleção) | Por clubes (sublinhado, finalistas CIF) | Por clubes (sublinhado, finalistas CIF) | Por clubes (sublinhado, finalistas CIF) | Por clubes (sublinhado, finalistas CIF) | Pela seleção nacional (sublinhado, finalistas CM) | Pela seleção nacional (sublinhado, finalistas CM) | Pela seleção nacional (sublinhado, finalistas CM) | Pela seleção nacional (sublinhado, finalistas CM) |
| Atleta (em negrito, campeões do mundo por clube e seleção) | CIF                                     | RS                                      | SU                                      | Outras                                  | CM                                                | CA                                                | CC/Fin                                            | JO (sub-23)                                       |
| ---------------------------------------------------------- | --------------------------------------- | --------------------------------------- | --------------------------------------- | --------------------------------------- | ------------------------------------------------- | ------------------------------------------------- | ------------------------------------------------- | ------------------------------------------------- |
| Juan Pablo Sorín                                           |                                         |                                         |                                         | SL (1997) TIU (2007)                    |                                                   |                                                   |                                                   |                                                   |
| Santiago Solari                                            | 2002                                    |                                         | 2002                                    | SL (1997)                               |                                                   |                                                   |                                                   |                                                   |
| Dida                                                       | 2000 2007                               | 1998                                    | 2003 2007                               | CO (1995) MS (1995)                     | 2002                                              | 1999                                              | 1997 2005                                         |                                                   |
| Roque Júnior                                               |                                         |                                         | 2003                                    | CMs (1998)                              | 2002                                              |                                                   | 2005                                              |                                                   |
| Cafu                                                       | 1992 1993 2007                          | 1993 1994                               | 2003 2007                               | SL (1993) RE (1995)                     | 1994 2002                                         | 1997 1999                                         | 1997                                              |                                                   |
| Carlos Tévez                                               | 2003 2008                               |                                         |                                         | CS (2004)                               |                                                   |                                                   |                                                   | 2004                                              |
| Walter Samuel                                              |                                         |                                         |                                         |                                         |                                                   |                                                   |                                                   |                                                   |
| Ronaldinho Gaúcho                                          |                                         | 2014                                    |                                         | TIU (2001)                              | 2002                                              | 1999                                              | 2005                                              |                                                   |
| Neymar                                                     | 2015                                    | 2012                                    |                                         |                                         |                                                   |                                                   | 2013                                              | 2016                                              |
| Danilo                                                     | 2016                                    |                                         | 2016                                    |                                         |                                                   |                                                   |                                                   |                                                   |
| Rafinha                                                    | 2013                                    | 2020                                    | 2013                                    |                                         |                                                   |                                                   |                                                   |                                                   |
| Ramires                                                    |                                         |                                         |                                         | LE (2012-13)                            |                                                   |                                                   | 2009                                              |                                                   |
| David Luiz                                                 |                                         |                                         |                                         | LE (2012-13 2018-19)                    |                                                   |                                                   | 2013                                              |                                                   |
| Julián Alvarez                                             | 2023                                    | 2019                                    | 2023                                    |                                         | 2022                                              | 2021 2024                                         | 2022                                              |                                                   |
| Marcelo                                                    | 2014 2016 2017 2018                     | 2024                                    | 2014 2016 2017                          |                                         |                                                   |                                                   | 2013                                              |                                                   |
| Marquinhos                                                 |                                         |                                         | 2025                                    |                                         |                                                   | 2019                                              |                                                   | 2016                                              |